# SN 2005cs

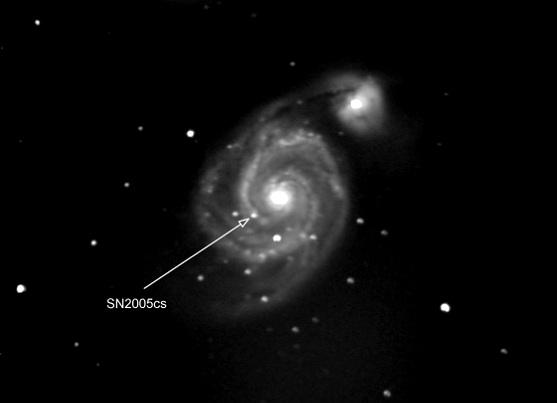
Die Supernova SN2005cs (Amateuraufnahme)

Die Supernova SN 2005cs war eine Supernova vom Typ II, die am 28. Juni 2005 in der Whirlpoolgalaxie (M51) aufflammte. SN 2005cs wurde von Wolfgang Kloehr mit Amateurmitteln zufällig entdeckt. Da es sich bei M51 um eine recht prominente Galaxie handelt, existierten auch vor der Supernova  bereits hochaufgelöste Fotografien von Teleskopen wie dem Hubble-Weltraumteleskop. Daher konnten Wissenschaftler im Nachhinein den explodierten Stern auf einer früheren Aufnahme identifizieren.